# 模型航空
模型航空（もけいこうくう）は、模型航空機に関連した趣味的な活動の総称である。具体的には、模型航空機を作る活動と、飛ばし、操縦する活動がある。広義には、それらに関連するサポート活動など、あらゆる活動を含める場合もある。

## 概要

### 模型航空の広義化
模型航空活動を手順を追って列挙すれば、以下の項目になる。   
- 1）模型航空機の工学理論など、学術面の研究
- 2）模型航空機の設計
- 3）模型航空機の製作
- 4）模型航空機の飛行・操作
- 5）模型航空のサポート活動

実物の航空機は、多くの技術のピラミッド的結合の産物であり、各方面に多くの接点を持っている。模型航空機も同様であり、加えて急速な技術進歩を追って変化してきた歴史を持つため、基本的に革新的であり、体質的に新しい事柄を取り入れやすい体質である。狭義の模型航空は、上記の3）、と4）、を主体とした活動といえるが、その内容も多彩化する傾向にあり、同時にその前後の1）、2）、5）も取り入れ、範囲を拡大する傾向にある。
学術面においては、昔は実物航空機の体系をそのまま利用していたが、研究が進むにつれて模型機独自の面が明らかになり、「模型航空力学」と呼べる分野も生まれた。
製作面では、古くはバルサ材の取り入れがあり、最近ではプラスティック系の新素材や工作機械による金属加工など、工法が多彩化している。
飛行活動においては、サポート活動として、模型機の飛行に特化した航空気象の研究と応用、野外料理やキャンプなどのアウトドアライフのノーハウの取り入れ、飛び去った機体の回収を迅速に行うためのクロスカントリー走やオリエンテーリングなど、豊富な発想に基づく活動範囲の拡大が見られる。

### 模型航空の管理団体
飛行させ、操縦すると言うスポーツ的な活動は、競技の形で集団的に行われる場合が多く、組織化されやすい。模型航空活動は、国際的にはF.A.I.（国際航空連盟）のC.I.A.M.（模型航空小委員会）によって、国内的には各国のN.A.C.（国立飛行倶楽部）によって、組織・統括される。日本でN.A.C.に相当する組織は日本航空協会（J.A.A.）であり、実際の統括活動を行っている団体はJ.A.A.の下部組織である日本模型航空連盟（J.M.A.）である。
模型航空機の飛行活動は、鉄道模型、船舶模型、自動車模型などの他種模型の走行活動に比べて競技のウエイトが大きい。特にラジオコントロール普及以前には、その傾向が著しかった。J.M.A.などの統括団体が管理している活動は主としてこの部分である。 

### モデラー個人の関わり方
模型航空機を自作すると言うホビー的な部分は、個人的な活動であって、組織によって管理されることは少ない。 模型航空機は、モノ作りの対象としては仕様・材料と工法が多彩であり、個別性が強い。また成果は、滞空時間などの動く機能の良否によって自己評価できる。
活動を行う個人単位でみれば、全体を通して活動する場合（自作機を飛ばす場合）や、部分的に活動する場合（購入機を飛ばす場合）など、様々な関わり方がある。かつては全体を通して行うことが本筋と考えられていたため、1960年代以前の模型航空の競技規定には、「自作機条項」が含まれていた。これは「B.O.M.条項：Builder Of the Model」と呼ばれ、競技者は自分で製作した機体で競技に出場することが求められていた。
現在でも、設計まで含めてB.O.M.にこだわり実行するモデラーもいるが、この場合は成果の全責任が自分にあるわけで、頭脳と製作技術と体力の総合的な評価を受けるわけである。近年は、市販完成機による公式競技参加が認められたので、優秀機を購入して参加する飛行技能のスペシャリスト選手もいる。この変化は、模型航空がホビーとスポーツの複合体から、道具を使う普通のスポーツにシフトしつつあることを示す。

## 模型航空機の工学理論など、学術面の研究
模型航空機は、原理的には実物航空機と同じで、総合的な科学技術に立脚している。完成機を購入して飛ばすという単純な関わり方でも、飛行に関する最小限の知識が無いとうまく飛ばない。製作や設計に関わり、競技などでより高度な飛行を指向するならば、関係する科学技術の研究や調査が不可欠である。
これらの研究や調査は、遊び・楽しみとしての学問であり、模型航空機・模型航空を楽しむ場合の重要な要素である。
一般のモデラーが、模型機の正則な手順による設計や、性能の予測・推定計算などを行うようになったのは、1930年代くらいからである。きっかけは、実機の航空研究所などから翼型などの風洞測定データが公表され、モデラーがこれを利用できる用になったためと思われる。同時に、この時代（第2次大戦の直前）に、軍事教育を兼ねた模型航空教育が大掛かりに行われ、科学的に模型飛行機を製作・飛行することが啓蒙されたこともある。
模型航空を科学的・理論的に行うことは、初期的には計算の精度が極めて低く、信頼できる性能推定値が出せなかったために、なかなか普及しなかったが、戦後になり良質な基礎データが得られるようになって、役に立つようになった。
戦前の模型機の性能計算は、実機のデータ・方法を使ったもので、それゆえに大きな誤差を生じたが、現在では模型機独自のものも研究され、「模型航空力学」と位置づけられる分野も提唱されている。
地球外惑星の大気内を飛行する調査用無人飛行機の飛行条件は、地球上の模型飛行機に近いといわれ、模型航空力学の知見が役立つ。

### 模型航空力学
模型航空力学とは、小型で低速の模型航空機に独特の航空力学的諸性質を解明する学術分野である。この分野は、低速領域の航空力学、あるいは低レイノルズ数の航空力学と位置づけられる場合もある。
小型で低速な模型航空機の空力特性は、大型で高速の実機と異なる。スケール・モデルなど実機と完全に相似した外形であっても、発生する空気力は必ずしも相似せず、異なった飛び方になる。 風洞などで精密に測定され、公表されている翼型などの特性、つまり揚力係数や抗力係数の変化などは、一般的には大型で高速な実機を対象にしたデータである。実物の航空機の性能計算はこれを基礎に行われ、概ね正確な推定値を得ることができる。しかしながら、小型で低速な模型航空機の性能推定に上記の実機用空力データを使うと、一般に過大な、良すぎる性能値が算出される。

### 理論的模型航空の歴史

#### 発端：1930年頃の翼型特性データ公表
滞空時間の長い優秀な競技機を設計・製作するためには、正確な翼型特性による優秀な翼型の探索と選択が不可欠である。1930年頃より、NACA（現NASA）などから、翼型の風洞測定データなど、航空機の性能推定の基礎データが公表されるようになった。モデラーは当初は無批判にこのデータを利用した。この時代はモデラーに対する航空理論の啓蒙も行われたため、模型飛行機の性能計算も可能であり、当時の模型機は滞空競技型であった。他方、その現実性能は滞空飛行時間にはっきり表れ、性能推算値と明確に対比できた。その結果、高性能であるはずの優秀な（実機用）翼型を使った場合でも、理論計算値を大幅に下回る劣悪な滞空性能しか発揮できない機体が続出した。

#### レイノルズ数が低い模型機は性能が低下することが判明
現在の知識によれば、模型機の性能低下は翼型のレイノルズ数が低い場合の早期剥離・早期失速に起因するものであり、実機用の大きなレイノルズ数の翼型データを使ったことが性能の過大推定の原因である。当時はこの原因がすぐにはわからなかったため、一部には模型飛行機の性能計算など理論的なアプローチに対する不信感が生じた。その反面、模型機独特の空気力学的特性の研究を指向した動きも促進された。これが模型航空力学の発端と言える。

#### 第2次大戦下の模型航空教育と、シュミッツ（独）の研究
当時のナチス治下のドイツでは、青少年の模型航空教育が推進されていたこともあって、模型航空力学分野の研究が国家によって援助される状態にあった。 この環境下で、F．W．シュミッツは、独自の低速風洞を使って模型機の翼の特性を精密に測定して、はじめて信頼できる模型飛行機用の翼型特性データを作った。

#### 第2次大戦中の各国の模型航空
1930年代末から40年代前半は第二次世界大戦下にあり、各国の国情の差もあったが、模型機と実機と空力特性が違うと言うモデラーの認識は、ドイツ、アメリカ、日本などの文献で確認されている。これに関連して、体験的に、翼の上面に突起を付け、あるは粗面にした場合、失速が遅れ性能が向上する場合があることが発見されていた。日本では粗面翼の実験が『模型航空』誌に掲載されている。
アメリカでは、翼上面に数本の細い桁材を突出させた「多桁構造翼」が、桁の突出によって翼の上面に乱流境界層を作り、剥離を遅らせて性能向上を生ずることを、簡単な煙風洞実験で発見していた。以降、アメリカのフリー・フライト種目における多桁構造翼は、同級の定番構造のひとつになっている。これらが乱流翼の概念の始まりで、上記の知見を役立てたモデラーによる現場的対応である。

#### 戦後の乱流翼の実用化
F．W．シュミッツの測定と研究の結果は、戦後出版された文献にまとめられ、戦後のフリー・フライト用模型機の発展・向上の理論的基礎となっている。同時に、書名から「模型航空力学」と言う名称が言われるようになった。シュミッツの研究は、模型航空機の速度・大きさ・構造の翼を、特別の風洞によって測定したデータを基にしており、それまでに公表されていたNACAなどの実機ベースのデータとは基礎から異なったものである。第二次世界大戦の継続によって、その公表は1940年代の戦後まで遅れたが、戦後の模型航空復興期にはドイツのみならず各国の前衛的モデラーに参考にされ、設計や模型機性能の大幅な進歩をもたらした。

#### 模型機そのものの風洞測定
戦後しばらく経過すると、現実の模型航空機の翼の寸法と構造（例えばバルサ骨組みに紙張り）を使い、フリー・フライト種目の模型航空機の速度（概ね5メートル毎秒）で飛行した場合、翼型特性の測定値は実機と大きく違うと言うことが常識化していった。つまり、模型航空力学の特殊性が多くに認められていったわけである。現物の模型航空機の翼を使った風洞測定に、シュトゥットガルト大学のDIETER ALTHAUSの研究成果があり、この測定データによって模型航空機の性能推定の精度は向上した。当該測定は、各種の形式の乱流翼を含んでおり、その効果も確認されている。模型航空力学の成果のひとつである「乱流翼」は、模型航空競技で実用化され、近年のフリー・フライト種目の世界選手権出場機の多くが乱流装置をつけている。
なお、1940年頃、航空研究所の木村秀政工学士（当時）は、同所風洞で大毎・東日A級ライトプレーンの空力特性の測定を行っている。同機は戦中の国民学校の教材に使われ、戦後もしばらくベストセラーであったモデルである。世界に先駆けた模型機そのものの測定であった。

#### 惑星探査飛行機への応用
近年、地球以外の惑星の地上を飛行機によって観測する計画が検討されるようになった。地球以外の惑星の大気の組成や重力では、地球上よりもレイノルズ数が大幅に低下する。従って惑星観測飛行機の設計は模型航空力学を利用した模型飛行機に近いものになる可能性がある。学会誌などでも低レイノルズ数の場合の研究が散見され、模型航空力学の新しい応用分野となる可能性がある。

## 模型航空機の設計
設計とは、概念を形にすることであり、「形にされたもの」には、単なる外形のみの場合と、機能の裏づけのある場合があるが、航空機・模型航空機の「設計」は後者である。
設計者が自分の考え、理想を具現化する場合、多くの場合は製作者は別人である。この場合は、製作者など第三者に対して考えを伝達するための図面などの情報を、作成する作業が設計になる。 模型機の場合は、設計者と製作者が同一人物であることが多い。そのため、図面など情報を仲介する手段を飛び越して、アイデアを直接にモノ・物体にしてしまうことがあるが、これも上記の定義では設計に含まれる。 しかしながら、一般には再現性・固定性が求められるから、図面をひくことが設計を象徴する作業である。
図面はアイデア情報を視覚的に固定・表現したもので、図面を作るためにアイデア情報を創る過程が、設計の実態である。 模型航空の設計は、一般に、無償の、楽しみのために行われる活動である。但し、模型メーカーなどで、営利目的の仕事として行われる場合もある。
設計は形を創る作業であり、美的感覚はその一要素である。航空機の設計の参考書において、美学・芸術の資質の学習が推奨され、航空工学科の講座にビーナス石膏像のデッサンが加えられていた。

### 枠組みの決定
模型航空機の設計を始めるに当っては、一定の目的と枠組みが必要である。方向性がバラバラのアイデアでは、それぞれ矛盾してまとまらない。目的・枠組みは、所与の部分が多く、設計者が自ら決定できる部分は少ない。 
競技用模型機を設計する場合は、当該競技級の仕様に当てはめることが条件になっている。商品のキットを作るような営利目的ならば、顧客の意向や市場調査の情報によって目的や大枠を決めなければならない。いづれにしても、「どのような模型航空機を作るか」と言うことは、はじめから枠をはめられているのが通例である。枠組み例として、以下の説明では競技種目の規格に合わせる場合を想定するが、競技規格に捉われない場合も概ね同様の制約を受ける。
競技機の場合、当該級の規定は機体の基本的な大きさを指定または制限している場合が多い。例えば、機体の重量、翼面積、全長、全幅、動力の大きさ（エンジンの行程容積、電池や動力ゴムの量など）の一部または全部が規定されている。 また、飛行の安全を確保するために、最小限の強度を保証する構造や寸法、危険な部品や形の禁止、特別な保安部品の使用などが要求される。
以上に加えて、外部的・付帯的な制限が加わる場合もある。例えば、公共交通を利用する場合の持込寸法制限や自動車のトランク寸法のような運搬上の問題、入手できる部品・材料の種類や品質、予算とコスト、工作机の寸法や手持ちの工具など製作上の限界など、いずれも設計の自由度を低下させる。

### 枠組み決定後の設計の進め方
以上の枠組みを満足した上で、設計者の意思によるアイデアが投入され、機体の形が決定されることになる。 機体の形を決めるに当っては、同級機・類似機などの資料が不可欠である。 現実に、模型航空機の設計の初歩は、実績のある優秀機を基本に、小部分を自分の考えで変更し、習熟するにつれて変更部分を増やすという漸進的な方法が採られることが多い。

### 空力設計
航空機は、機体表面に作用する空気の圧力で機能するから、空気に対する外形の決定、つまり「空気をどのように流してやるか」という点が最も重要である。 機体に影響する空気力の内、主翼に働く力が最も大きく、設計はこの部分から開始する。 具体的には、翼型（翼の断面形：別掲）の選択と、翼の平面形・上反角の決定になる。
次に、安定を保つための水平尾翼・垂直尾翼の面積と形、ならびに胴体の長さが同時的に決定される。重心位置と尾翼の距離（近似的には主翼と尾翼の間隔）は、安定が乱されたときの復元力のモーメント・アーム（梃子の腕）であるから、長ければ小さな尾翼でも安定は保てる。そのために、胴体の長さと尾翼の大きさの反比例関係の利害を測って、同時的に決められることになる。

### 構造設計
以上の外形の大枠決定に続き、細部の外形とその構造がほぼ同時的に決定される。実機と異なり設計者と製作者が同一であるから、連携は極めて良く、同時決定が能率的である。 模型機においては材料と構造が多彩であり、強度計算法が未開発であるので、構造決定に当っては成功した前例に倣う方法が採られている。従って、構造に関する資料・データの収集は、空力データ以上に重要である。

### 重量と重心の推定
ここまでの作業で、一応の設計は出来上がったことになるが、成否は保証されていない。 成否を確認するためには、重量推定と性能推定が必要である。重量推定は、材料積み上げ法または同種部材比較法で行われる。材料積み上げ法は、桁材や枠材や外皮・外板の寸法から容積を計算して、比重をかけて積算する方法である。
同種部材比較法は、例えば収集された類似した構造の翼のデータ（翼面積と翼重量）から、1平方dm当たりの重量を算出し、当該設計の翼面積に換算する方法である。胴体については長さ1cm当たりの重量を使う。 いずれにしても、収集したデータが多いほど精度が向上する。また、両方法を共に行い、結果を照合すると更に精度が向上する。 エンジンなどの搭載機器・単独部品に付いては、現物あるいはカタログ数値によって重量を求め、機体重量に加算する。
機体の全重量の重量推定計算によって、競技規定などで決められている重量に合致しているか判定できる。過不足がある場合は、設計変更が必要になる。各部品の重量と、当該部品の機首からの距離がわかれば、積和計算によって重心位置を求めることが出来る。重心位置と主翼平均翼弦との関係位置が設計と違う場合は、飛行の釣り合いが変わってくるから、部分的な重量軽減によって修正する必要があり、場合によっては設計変更になる。

### 性能計算
模型航空機の性能の推定については、その要否について両論があった。1930年頃、NACA（現NASA）などより飛行機の翼型の風洞測定データが発表され、同時に模型航空に対して理論的なやり方が啓蒙されたため、模型飛行機の性能計算が行われるようになった。しかしながら、当時の翼型データは実機のレイノルズ数の測定によるものであり、模型機の現実の翼型特性よりもはるかに高性能であった。そのために、計算された模型機の性能は、現実よりかけ離れて優秀で、当時の性能計算が不正確であると印象付けた。信頼できる模型機用の翼型測定データは戦後まで得られなかったので、模型飛行機の性能計算の不要・無効論が長く続いた。
1970年代以降になると信頼できる模型機向けの翼型データが揃ってきて、それを基礎としたフリーフライト模型機の滞空時間の推定は、現実の記録と合うようになってきた。現在では模型機の性能計算の実施によって、機体を作る前にその性能を推定し、設計目標を達成できるかどうか評価できる。従って、性能計算による事前評価を行い、必要に応じて設計変更を行うことが可能となった。

## 模型航空機の製作

### 特殊性の概要
工法の多様性
模型航空機の工作法は、多くの選択肢があるのが特色であり、その使い分けが重要である。模型航空機は種類や大きさが様々で、部品の種類が多く、材料も様々である。従って、製作法を「木工」・「金工」などのように材料の種類によって括ることが出来ない。工法や用具も多彩で、大工道具、機械修理用具、裁縫道具、等々、臨機に使い分けられる。 実機を作る航空工業が、あらゆる工業技術が揃っている先進国においてのみ可能であるように、模型航空機の製作も間口の広い技術の展開を必要とする。
個人で多様な工作をする
しかしながら模型航空機の製作は、個人が、限られた時間と費用で行うホビーであるから、高い水準の設備と技術を備えることは不可能である。この矛盾を埋めるために、模型航空機の製作においては、特異な、ある場合は邪道とも見える、材料や工法が利用されることが多い。この部分のノーハウの蓄積が、模型航空における製作活動の本質である。
良否は表面の空気の流れ方で決まる
航空機は、機体の表面に作用する空気力によって飛行する。設計・製作者が目的とする「良好な」飛行をもたらす空気力は、機体の外形や表面状態にのみ依存し、機体の色彩や製作者など関係する人間が感じる美醜の感覚とは無関係である。模型飛行機の製作は、一般に、このような「機能」を目的とする活動であり、美術品や芸術品の制作ではない。
評価は飛行性能という機能による。外観は二の次
模型航空機の製作は、「飛ぶ」と言う目的のためには軽量であり、空気力を有効に利用するためには正確な外形を必要とし、加えて空気力を受けても壊れない丈夫さを備える必要がある。動く機能を要求されない製作物、静置されて美的に観賞される製作物はこの対極にあり、上記のような条件を必要としない。 模型航空機の製作活動は、製作物がある動的な機能で評価されるところに特徴がある。

### 軽量化
以上の目的に対処するために、模型航空機の製作法は、バルサのような軽量で加工が簡単な材料を使い、適当な外形に削り出した部品を細い桁材で組み立てる方法が採られた。空気力を受ける機体表面は、紙・絹・フィルム、ならびに薄い軽量な板材が張られる。 従って模型航空機は、細かい部品を多数組み立てた、外寸に比べて部品の占める空間の少ない、中空の構造になる。 上記の組立てには、各種の接着剤が使い分けられる。

### ジグを使用する
上記の軽量化要求によって、離れた位置にある多数の小部品を組み立てる構造を採り、それを正確に作るためには、一般に、各種のジグ（治具）が使われる。模型航空機製作用の基本的なジグは、概ね機体の大きさに対応する平らな板（定板）で、これを基準として真っ直ぐな、捩れていない翼や胴体などが組み立てられる。 模型航空機の製作は他のホビー工作に比べて、ジグの利用度は圧倒的に高く、機種によってはジグ製作が機体そのものよりも重要であり、多くの工数が投入される。 従って、模型飛行機の製作は、ジグを重用するところにも特徴がある。
特に室内機や、プロペラ部は細く弱い部品を組み立てた軽量構造であるから、組み立てるときにはジグの使用が不可欠である。

### 荷重
模型航空機は、機体表面に空気力を受けて飛行する。この力は、機体全体に平均してかかり、部分的に見れば小さい。 他方、エンジンなどの推進力、離着陸のときの降着装置の衝撃力、操舵するときの舵面の力、更には発航するとき、運搬するときに飛行者が持つ場所には、機体全体に近い重みが集中してかかる。 模型航空機製作では、これらの2種類の荷重に対応しなければならないので、場所に応じて材料や構造が使い分けられる。
前者には、軽量材の、小さな部品と、薄い被覆材が充てられ、それに適応した工法（前述）が使われる。 後者には、重構造が必要で、金属やプラスティックや硬木・合板などが使われる。工法や工作用具もそれに対応し、大工道具など硬木の重切削が可能な刃物、ヤスリやドリルや卓上旋盤などの金属用の工作用具、エポキシ系接着剤やハンダ付けなどの強力な接着手段など、空気力を対象とした部分とは異なる工作法が使われる。

### 表面の被覆
以上は、基本的には小さな軽量木製部品を組み立てる「木細工」と、一部の重構造部分に使われる金属や硬い木の工作であるが、これらはいずれも固形物に関わる工作である。空気力を受けるために、機体の表面に紙やフィルムのような薄くやわらかい膜を張る作業は、障子・襖張り、提灯・唐傘張りに類した仕事になる。 更に、機体に張られた紙などの耐久力をつけ、色彩を加えるためにラッカーなどの塗料を塗装する工程は、塗装屋の仕事である。使用される塗料と塗装技術には、模型航空機独自の軽量化の要求や、湿度によるたるみ対策、加熱状態で排気口から機体に吹き付けられる特殊燃料に対する耐久力など、独特のノウハウを必要とする。
以上のように、模型航空機の製作活動は極めて多彩な要素を含み、ホビー活動の中でも特異な内容を持つ。加えて、元々が多彩であるだけに様々な分野との接点があり、後記のように時代を追うごとに他分野の新技術が取り込まれている。

## 模型航空機の飛行

### フリー・フライトの競技
FAIは、フリー・フライト競技を、機種別にF1A～Q級の14種目に分けている。 これについては「模型航空競技#競技種目」を参照。
上記と別に、スケール・モデルのフリー・フライト競技は、F4グループに4種目が区分されている。これらの区分については「フリーフライト (模型航空)」を参照のこと。
草創期には距離競技と速度競技も行われていたが、記録の向上によって測定が困難になり、1920年代には種目の中心は滞空競技となった。

### フリーフライト模型グライダーの曳航技術の発達

#### 起源
模型グライダーの曳航発航は凧揚げに例えられることが多く、発想の起源は古くまで遡ることになるが、意図的・組織的に開発されたのは、1930年頃のドイツに於いてである。
グライダー（実機）は、第1次世界大戦後に発達を始める。
第1次世界大戦に敗れたドイツは、ヴェルサイユ条約によって飛行機とエンジンの製造が厳しく制限された。航空技術は研究対象が無い環境下では衰退するので、制限に触れないグライダー（実機）に向けられた。グライダーの製造と研究は強力に推進され、航空スポーツも奨励された。模型グライダーもその一環として推進されている。終戦直後の1920年から、この目的で「レーン（地名）滑空大会」が毎年開催され、以降グライダーの性能は急速に向上している。
グライダーは動力を持たないので、飛行するためには他から力を借りて、機体を上空に上昇させる必要がある。レーン大会で、大、中型の模型グライダー向けに「索をつけて凧のように曳航して上昇させる」方法が開発された。索を曳く方法は、飛ばす人が走って引っ張る「直接曳航」が一般的であるが、ハンドグラインダーにドラムをつけて索を巻き取る「ウインチ式」や、ゴム索と曳航索をつないでゴム索の弾力で曳く「ショックコード式」もあった。

#### 戦前の状況
1935－7年の各国の模型グライダーの状況を見ると、種目が整備されていて水準が高い国はドイツで、当時の英米や他のヨーロッパ各国は一歩遅れていた。当時の日本は日独同盟時代であり、ドイツからは青少年に対する模型航空教育が伝達されている。その内容に模型グライダー曳航法も含まれていた。
1940年頃から第2次世界大戦が始まると、模型飛行機に使うゴム、ガソリン等が軍需に向けられて手に入らなくなったため、消耗品の要らない模型グライダーが奨励され、戦後に模型グライダーが発展する基礎となった。
戦中の模型グライダー競技方法を規定する「日本模型航空機記録規程」は、記録飛行を計測するための手順書のようなものであった。その中で、模型グライダーの曳航は文末の＜資料1＞のように規定されている。
これは、現在の競技規程（スポーティング・コード）に相当する文書である。模型グライダー曳航の規定部分を、文末の＜資料2＞に示すが、曳航方法が進歩して巧妙・複雑になった結果として規定も長文になった。
当時の滑空調整は直線飛行が正常であり、現在のように意識的に旋回させることは行われなかった。それでも多少の旋回癖は出たようであり、初期の曳航の問題点は、機体を逸らさないようにまっすぐ引き上げる事であった。機体に付けるフックの位置も実機のように機首寄りで、索の角度が立ってくると曳航しても上昇しなくなる。当時は、追従性を良くするためには、フック取り付け位置を前進させるべきと考えられていたが、後年の研究によるこれは必ずしも正しいとは言えない。
当初は、グライダーがある程度上昇すれば合格で、曳航索の長さだけの高度は取れなかった。当時の手引書によると、曳航からの離脱は「静かに飛行姿勢にいれて」行うのが良いとされ、後述するように加速して高度を取ること、意識的にサーマルに引きずり込むなど、積極的・競技的な技巧は生まれていない。

#### 戦後の模型航空再開
1948年にFAIがノルディックA/2級（現F1A級）曳航グライダーを国際競技種目に制定し、平時の模型グライダーの国際競技が始まった。当初は、戦中の技術や設計の踏襲であったが、機体に関しては1950年頃より、F.W.シュミッツの研究（「模型航空力学」、「乱流翼」を参照）を取り入れた革新的な薄翼・大縦横比の設計が登場している。
他方、曳航技術に関しては、曳航索が戦中と同じ100mで、曳航者の操作に対して機体が反応しにくい状態にあり、後年の戦術的・スポーツ的な曳航は見られなかった。
1955年に曳航索の長さが50mに切り下げられると、曳航中の機体の操作が容易になり、積極的に各種の操作を行う傾向が強まった。
機体側の条件として、飛行パターンが従前の直線滑空から、サーマル内に止まれる旋回滑空に変わっている。従って、旋回方向に逸れようとする固有の癖を持った機体を、まっすぐに曳き上げる方法が必要となった。当初は、曳航者の修正技術だけで引き戻す方法や、曳航フックを機軸から旋回内側方向にずらして取り付ける「オフセット・フック」などが使われた。
最終的には、曳航中は中立で、曳航索が外れると旋回方向に操舵される「オートラダー（自動方向舵）」に収斂した。この装置は、輪ゴムで一方（旋回方向）に操舵されている方向舵を、曳航フックにつながる操縦索で引っ張って中立にする機構であって、操縦索は曳航するときに機体にかかる力で引っ張られる。
これは戦前に既に発明されていたが、当時は「舵を動かす」というアイデアやメカニズムに縁がなく、信頼性が確認されるまでに時間がかかった。1950年頃の初期のノルディック級）でも、オートラダーを付けていない機体が多かった。
オートラダーは、より精緻な機構となったが、現在でも使われている。

#### 1955年のFAI規定改正
オートラダーなどの装置を使い、50mの曳航索で操作しながら、1955年の世界選手権でR.リンドナー（独）は分単位の長時間の「戦術的曳航」を行い、優勝している。普通の風速のもとで、50m索をつけた模型グライダーを頭上まで曳き上げる時間は30秒もかからないから、リンドナーはその何倍も上空で曳きまわし、上昇気流を探しまわったことになる。
以来、曳航中に上昇気流を探し、その中に引き込む戦術的な曳航法の開発が各国でも行われるようになった。同時に、曳航に使うハードウエア面でも研究が行われ、新しい素材や機構が登場している。
曳航索は、従前のタコ糸や裁縫糸から、釣り用のナイロン・テグス（単線）、鋼線など、軽く細いものが模索された。鋼線は細く延びないので操作性が良かったが、電線に触れて感電事故を起こしたので、現在では使用を禁止されている。1955年当時は曳航索の長さを自由長で測ったから、力がかかったときの伸びが大きい細いナイロン索が好まれた。
曳航技術が進むにつれて、フックは後方になり、重心位置直下に近づいた。機体は概ね曳航者の頭上まで引き上げられ、当時の50m索の離脱高度は、索の伸びと曳航者の身長と、ジャンプを加えて52mくらいとされていた。その後、曳航索に引っ張り荷重をかけて計測するように改正され、現在の規定では5kg荷重で50m長の索を使っている。

#### 横方向・風下方向への曳航の開発
機体を操る技術や曳航フックの形式が進歩すると、今まで風上にだけ曳航することが常識であったものが、横や風下に引き戻すことも出来るようになった。
曳航中に上昇気流の一端をかすめたことが感じられた場合、Uターンして引き戻し、その上昇気流の真ん中に入れなおすような機動や、索を付けたまま何回も旋回させて上昇気流を待つテクニックも開発された。前者の機動は、発明者G・リッツ（1959年世界戦主権者・米）の名前から「リッツ・ターン」と呼ばれ、後者は「サークリング」と呼ばれる。
これらの曳航テクニックは、従来よりも長時間の曳航を可能にしたから、間歇的なサーマルの発生とグライダーの離脱とを同期させることが可能であった。特にサークリングは理論的には無限に続けることが可能であるので、10分を越える曳航も行われている。
このような長時間曳航は、索の離脱によって起動する時計式タイマーの出現によって離脱時期を自由に選べるようになり、実用化された。
フリーフライトの滞空競技用模型機には、機体が飛びすぎ行方不明にならないように、一定時間で降下させる「デサマライザー（上昇気流離脱装置）」が標準装置として付いていた。デサマライザーは1940年頃考案されたが、作動時期を制御する手段には軽く確実である火縄が使われ、その利点のために現在でも一部で使われている。
1950年代も火縄で一定時間後に尾翼を動かして降下させる方法が主流であったが、その点火は出発時に行うために、時間設定（火縄の長さ）は予想曳航時間と予定飛行時間の合計になる。従って、予想以上長時間にわたって曳航すれば、予定飛行時間以前に機体を降下させることになり、競技成績は下がる。逆に、速く離脱させれば飛行時間が長くなり、遠くまで流されて回収が困難になる。従って曳航時間は制限を受けて、自由なタイミングで離脱することができない。

#### カタパルト・ランチとズーム
1970年代になると、曳航で高度を取ってから加速をして、その勢いで曳航索の長さ以上に高度を稼ぐ「カタパルト・ランチ」も行われるようになった。「カタパルト」は、紙飛行機に使う、棒につけたゴムで射出する飛行法の名称でもあるが、曳航グライダーの場合は、ダビデが使った古代の投石器と同じように、ひもの先に引っ掛けて振り回して投げ出す方式を指す。
カタパルト・ランチを有効に機能させるには、機体が高速である必要がある。昔のように機体を滑空姿勢に入れて静かに離脱させた時代は、低速でも沈下速度は小さい高揚力型の翼型も、サーマル内部に止まりやすいと言うメリットがあったので使われたが、上記の条件で淘汰され、グライダーでも高速型翼型が主流となったまた強い加速を加えられるように、曳航索は太く、伸びの少ないものに変わった。
初期のカタパルト・ランチには、従前の構造の機体がそのまま使われた。高速型翼型を使った設計は適性が高く、離脱位置よりも概ね10m上昇したと言われる。F1A級グライダーの沈下速度は0.3m／秒くらいであるから、30秒強の滞空時間増加が見込まれることになる。

#### カタパルト・ランチとバント
カタパルト・ランチによって加速して、高速度で離脱したグライダーを惰力で上昇させるとき、水平尾翼（昇降舵）を操作して、主翼を抗力の少ない迎え角にすると効率よく高度を獲得することが出来る。上昇時に水平尾翼の取り付け角を変えて主翼の抗力を削減する手法は、1960年頃F1C級エンジン機に導入され、同級ではすぐに普及した。
この手法は、曳航グライダーに応用できるが、水平尾翼の角度変更操作はエンジン機が1回で済むのに対して2回必要になり、機構・操作ともに複雑になるので導入は遅れた。
グライダーの場合、地上を出発するときは水平尾翼の取り付け角は概ね滑空時と同じ（一般的には主翼取り付け角より3度くらい少ない）にセットされる。その角度で風上に向かって曳航・上昇させ、必要に応じてサークリングなどの横方向の機動を行い、サーマルが見つかったときに曳航者のダッシュと索の急激な引き込みによって機体を加速する。曳航フックは一定の荷重（競技者ごとの秘密であるが、機体重量410gの数十倍と言われる）で索を離脱する構造になっていて、離脱と同時に水平尾翼の取り付け角を数度増やして、機体の釣り合いを滑空時より抗力の少ない状態にする。
機体は加速された惰力を使い、水平尾翼の取り付け角の減少によって効率よく上昇する。上昇が頂点に達したとき、水平尾翼の取り付け角を滑空状態に戻し、同時にオートラダー（方向舵）を操作すれば、離脱高度より25mくらい高い高度から滑空を始めることができる。離脱以後の水平尾翼（昇降舵）とオートラダー（方向舵）の操作は、多機能タイマーによって管理されるが、そのタイミングも競技者の秘密事項と言え、RCグライダーの操舵のシミュレーションによって煮詰められた例もある。
上記と同じ上昇時の抗力削減効果は、主翼のフラップの上下によっても生じる。この場合は主翼の翼型抗力も減るから、効果はより大きく、獲得高度は40mに達する。
但し、装置が大掛かりになり、構造が複雑になり、主翼の強度保持が困難になるなど、実用化の障害があり、開発途上である。

#### グライダー曳航の走法
フリーフライト・グライダーの曳航は、模型航空の最もスポーツ的な分野といえる。
F1A級グライダーの飛行速度は概ね5m／秒であり、無風時の曳航速度はこれと同じになる。一般的な気象条件として、地表でも数mの風があり、50m上空の風速はそれより大きいから、曳航者は状況に応じて走り、歩き、立ち止まる。風の強い場合は機体に向かって風下方向に疾走しなければならない場合もある。
サークリングやリッツ・ターンのような横方向の機動は、強風下では困難である。風が弱くても、機体が風下方向に曳航されている状態では、風速と飛行速度が合成されるから、曳航者は速く走らなければならない。
カタパルト・ランチを有効に行うためには、機体を強く加速しなければならない。無風時には、曳航速度と索の引き込みだけで機体を加速しなければならないので、足が速いほど有利になる。
風速や地面の整い方によって様々な場合が生ずるが、グライダーの曳航は短時間の全力疾走を含み、複雑な方向転換や加減速を行う機動である。その点では、陸上競技よりもフットボール系の走法に近いが、常時50m上空の機体の挙動を注視しなければならない点が独特である。
グライダーは、離脱後3分程度の飛行の後、風下約1kmの地点に降下するから、競技者はその追跡と回収も自分で行う場合が多い。フリーフライト。グライダー競技は、曳航と追跡・回収を概ね1時間おきに1日で5～7回以上繰り返すから、気象状況によっては肉体的に過酷である。
＜資料1＞日本模型航空機記録規程（1940年頃）
第4、競技用模型航空機ノ出発ニ関スル規則
（1、2項　略）
3、滑空機
イ、手ヨリ出発スル場合＝競技者ハ平地上ニ立ツコト
ロ、ゴム索を応用シテ出発スル場合＝ゴム索ノ自由長3メートルヲ最大限度トス
ハ、駈走シテ曳航シ出発スル場合＝不伸張曳航索ノ長サハ100メートルヲ最大限トシ、競技者ハ75メートル以上駈走ヲナサザルコト、而シテ競技者ノ停止位置ヲ以ッテ出発点トス
（「模型航空機―理論と工作―」：中正夫：三省堂：昭和17年）

＜資料2＞F.A.I.のスポーティング・コード（2008年現在）
3.1.4 公式飛行の定義
a) 3.1.5.の定義で不成立とされたアテンプト以外の1回目のアテンプトで達した飛行時間．（もし3.1.5f の理由によりアテンプトが不成立で、かつ2回目のアテンプトが成立しない場合は、第1アテンプトの飛行時間が公式飛行時間となる．）
b) 2回目のアテンプトで達した飛行時間．もし、2回目のアテンプトが3.1.5.a., 3.1.5.b., 3.1.5.c、3.1.5.d. あるいは3.1.5.e.の定義により不成立の場合は、飛行時間は0である．
3.1.5 不成立アテンプトの定義
グライダーが発航して、次のような結果の少なくとも一つが起きた場合はそのアテンプトは不成立とする．1回目のアテンプトでこれが生じたときは、競技者は2回目のアテンプトを行う権利を有する．
a) グライダーが曳航索を離脱することなしに、地上に戻った場合．
b) 曳航索の離脱の瞬間が計時員により確定できなかった場合．
c) 曳航中または飛行中に、模型の1部分が脱落した場合．
d) 競技者が、曳航索との接触を失ったことが計時員に明らかで、かつ競技者またはチームマネージャーが（不成立）アテンプトの宣言を選択した場合．
e) 競技者が、曳航索との接触を失ったことが計時員に明かで、かつ、曳航索が競技者以外の人間により操作された場合．
f) 飛行時間が20秒以内の場合でかつ飛行がデサマライザーの動作により終了しない場合．
3.1.6 以下の場合、アテンプトの繰り返しが出来る．
a) 模型が発航中、当人以外の発航中の人に衝突した場合．
b) 曳航中、グライダーが飛行中の模型に衝突した場合（ただし、曳航中または曳航索のついた模型を除く）、および曳航が正常に継続出来ない場合．
c) グライダーが飛行中、他の飛行中の模型あるいは自己の曳航索以外の他人の曳航索に衝突した場合．この場合、グライダーが正常な状態で飛行を続けることが出来れば、競技者はその飛行を公式飛行として承認するよう要求出来る．この要求は飛行の終了後に行ってもよい．
（中略）
3.1.11. 発航装置
a) 1本の索によりグライダーを発航しなければならない．索の長さは離脱装置および発航装置を含めて5kgf の引張り荷重を掛けたときに50m を超えてはならない．この引張り荷重試験は競技者の求めに応じて競技前および競技中に、さらに役員の求めに応じて競技中に模型の少なくとも20%の検査を行うときに適当な装置により行うものとする．金属ケーブルの使用は禁止する．
b) この索によるグライダーの発航は、ウインチ、単数又は複数の滑車など各種の装置の助けによって、またはランニングなどによって行うことが出来る．競技者は曳航索を除くこれらの装置を投げ上げてはならない．違反した場合、その飛行は無効となる．曳航索とその端部につけた（リング、ペナントあるいは小さいゴムボールのような）軽量の目印を離しても構わない．
c) 観測と計時を容易にするため曳航索には最小面積2.5dm2、最小幅5cmのペナントを直接取り付けること．
d) いかなる種類の曳航索安定補助装置も禁止する．ペナントの代わりにパラシュートを使用できるが、グライダーに取り付けてはならず、索が離脱するまで折り畳まれた状態で（パラシュート）の働きをしてはならない．
3.1.12. 発航の方法
a) 競技者は地面上にいなければならない．また発航装置は自分で操作しなければならない．
b) 曳航索を最良の使用状態にするために発航装置を投げることを除き、すべての行動及び運動の自由が許される．
c) 模型は出発ポール位置から約5m 以内の地点から発航させなければならない。
（日本模型航空連盟ホームページの公式訳より引用）.

## 模型航空の間接的サポート活動

### 模型航空気象
定義
模型航空気象とは模型航空機が飛行する空域の気象を言い、安全に、良好な飛行をさせるためには極めて重要である。全般的な天候の変化は、他の野外スポーツと同様に、競技の進行に影響する。模型航空は精密な機材を使うために強く影響され、それによる競技の打ち切りや変則ルールの臨時採用などあるので、予知できれば有利である。模型航空機の飛行する空域の大きさは、機種によって異なるが、概ね水平方向1キロメートル、垂直方向0.1キロメートル程度である。コントロール・ライン種目においては、索の長さに制限されるために、半径25メートル程度の半球になる。
影響される模型機の種類
飛行空域の気象に最も影響を受ける種目は、フリー・フライト滞空競技と、ラジオ・コントロール・グライダーである。一般に、出力が弱く、低速な機体ほど、気象の影響を強く受ける。室内機は、閉じられた空間を飛行する機種であるが、屋根や壁や窓などに対する日照などの屋外の状況、建物の微小な隙間、選手・役員の体温などによって、室内に気流が生じ、飛行に影響する。その予測と解明は、気象学と空調工学が重なる分野である。
気流の観測手段1、浮遊性可視物（直接法）
模型航空気象の主対象は、風（特に垂直方向の上昇・下降気流）、ならびに天候の推移である。気温・気圧・湿度も飛行に影響する。上昇・下降気流は滞空時間に直接的に影響するため、最も重要であり、観測や予知の手法が多く研究・開発されている。初期においては、気流の動きを直接視認するために、シャボン玉や浮遊性の草の種子（キャット・テイル、タンポポ、ススキのようなもの）を飛ばした。
気流の観測手段2、吹流しとサーミスター（間接法）
熱上昇気流は、空気が相対的に高温な地表の上で加熱されて、相対的に高温な気泡が作られ、ある程度成長すると地面を離れて上昇する。従って、温度が周期的に変化し、地面を離れた瞬間は風速と風向が変化する。 近年は、知識やデータが蓄積されたので、これらの動きを解析できるようになり、より間接的な手法によって上昇気流の動きが推測できるようになった。用具としては、特殊な吹流し（ストリーマー）と、サーミスター温度計が多い。
このストリーマーは、長さ数メートルの軽いプラスティック・テープ（録音テープなど）を、長い釣竿の先につけたもので、先端の触れ方で風向のほかに、熱上昇気泡（サーマル）の発生や成長が読み取れる。 サーミスター温度計は、気温の微小な変化を敏速に示すことが出来るので、温度の自記グラフを使ってサーマル発生の周期や成長程度を判断することが出来る。
気流の観測手段3、地表の観察など
地表の場所による温度差は、草地・裸地、乾燥・湿潤など地表の状態によって暖まりやすい場所の見当はつく。従って、上記のストリーマーなどとの相対位置は既知であり、その知見を含めてサーマルの評価が行われる。サーミスター温度計が利用できなかった時代でも、人間の五感によってサーマルの予知は行われていた。訓練により、顔の表面でも温度の微変化は察知できる。また、より敏感に察知するために、気温が低い条件でも半裸で競技する選手も存在した。 熱気泡が地表を離れて上昇すると、周囲から風が吹き込むので、サーマルの生成場所に無い臭いがする場合がある。田園で飛ばしていて、突然花の香りや肥溜めの臭いがした場合は、そこの熱気泡が離陸したときである。
水平方向の風の影響
水平方向の風向と風速は、飛行コースに影響を与える。フリー・フライト種目の場合は、風下に流されるので、強風のときは流される距離と自身の追跡能力を比較して、機体の追跡と回収の可能性を計って飛ばす必要がある。 風向と風速は、地表と上空と異なる場合があり、模型機の飛行は上空の状態で判断する。 上空の風速は一般に地表の1.5～2倍で、流される距離はそれだけ長くなる。
気温・気圧・湿度の、機体に対する影響
気温・気圧・湿度は、エンジンや動力ゴムの出力や特性に影響する。エンジンの出力は気圧の低下に伴って低下し、それによって飛行特性も影響される場合がある。特に、高高度の高原で競技する場合は影響が大きい。動力ゴムは、気温が低いほど巻き数や出力が低下する。これを防ぐために、胴体を懐炉などで加熱することが行われた時期もあったが、現在では禁止されている。従って、寒冷地の競技では出力低下を見込まなければならない。湿度は、翼の被覆材をたるませる場合があり、捩れや強度の低下を生じ、飛行特性が変わる場合がある。さらに、重量増加や重心位置の移動も起こる場合がある。

### フリーフライト模型競技の機体の追跡と回収

#### フリーフライト機の競技飛行と一般的な回収条件
フリーフライト機が3分の飛行を行った場合、その時の風速が5m／秒ならば機体は風下に約1km流される。
競技が行われる場所としては、飛行場、農閑期のタンボ、演習場（草原）などがあるが、飛行場を除いて地表は平坦ではなく、見通しも効かない場合が多い。1kmさきに模型機が着陸した場合、飛行場ならばそれが視認でき、回収のためには1kmをまっすぐ歩いて往復すればよいが、それでも20分はかかり、残される準備や飛行の持ち時間は40分になる。
追跡のとき、田んぼの場合はあぜ道伝いに、荒地の場合は障害物を避けながら進まなければならない。風向きが一致しない場合は、ジグザグコースで機体着地点に向かうことになる。飛び越せない水路等がある場合は、迂回しなければならない。そのため、機体回収のために移動する距離は、出発点より着陸点までの直線距離の少なくとも20－30%増し、条件が悪いと50%以上長くなる。さらに、足場も悪ければ移動速度は低下する。

#### 機体の追跡・回収の距離と、可能な移動速度
追跡行動を「走るスポーツ」の分類で考えるならば、1000－1500mのクロスカントリーに相当するが、模型機の回収の場合はコースが明示されていないので、走ることに専念するわけには行かない。常に上空の機体を見失わないように注意しながら、あぜ道のどの角を曲がり、水路のどの橋を渡り、先方の林のどちら側を通れば見失わずに先にいけるかなど、あちこちに目を配りコースを判断しながら走る。だから、つまずいて転ぶ危険があり、崖から落ちたり、肥溜めに飛び込んだりした事故もあった。
加えて、決まった距離にゴールのある陸上競技と違って、フリーフライト機の追跡では風やサーマルの変化によって、距離がどんどん延びる場合が珍しくない。デサマライザー（一定時間経過したら機体を降下させるタイマー装置）が故障でもすれば、無限に近い追跡を覚悟しなければならない。従って、＜1500m＞というような一定距離を前提としたペース配分は不可能で、距離が延びることを想定した控えめの速さで走る必要がある。
健康な成人は、一般に世界記録の半分くらいの速さで走れる。
陸上競技場のような条件のよいコースならば1マイルは4分だから、モデラーでも着陸点まで8分弱でいける。しかしながら、前述のようにトラック競技に比べると格段と条件が悪く、時には立ち止まって機体の飛行方向を確認しなければならないので、平均速度はさらに減り、1500mの距離を進んで着陸点に到着するのに15分以上かかる場合がある。
着陸点から出発点まで機体を持ち帰る場合は、風上に機体を運ぶので、壊さないようにゆっくりと進まざるを得ない。早足で6km／時位とすれば復路も15分くらいかかる。
したがって、出発点と着陸点の往復に、30分以上かかることになる。

#### 回収時のトラブル
フリーフライトで着地点がはっきり判り、機体を探さないで済むケースは、場所の条件が非常に良いか、特別に運が良いときだけである。一般の場合は飛行中に障害物のかげに隠れてしまい、着地点の確認は出来ない。
この場合、機体を見失った現在地点から、着地点への推定見通し線を引き、距離を推定し、探しに行く。多くの場合、機体の流される方向に進んでいないから、いずれの推定もかなり大幅な誤差が見込まれる。
- 前述の条件ならば
  - 　　飛行時間は3分強
  - 　　流される距離  出発点より約1000m
  - 　　追跡速度（流される方向）  1000m×1.5÷15分＝100m／分
  - 　　飛行中に進める距離(同上)　100m／分×3分＝300m
  - 　　着地点の推定距離  　到達点より700m　
  - 　　　　（飛行中には流される距離の30%追跡。700m離れたところから着地点を推定）

- 着地点に関する追加情報：
  - 　　他の機体の飛んだ距離、
  - 　　風速、立ち木や建物などのランドマークとの前後関係、
  - 　　機体の見かけの大きさ。

- 誤差の要因：
  - 　　見失ってからの飛行時間の飛行
  - 　　　　（飛行速度、風速共に5m／秒程度ならば、10秒飛びつづける毎に50m単位の誤差が累積）、
  - 　　迂回機動による歩測の誤差、
  - 　　競技の緊迫した条件の瞬間的な判断。

前述の条件で推定した場合、僅か3度位の方向誤差でも700m先では35m位左右に偏れる。距離の推定誤差はもっと大きく、縦横の誤差を考えるとサッカー場程度の広さを探す必要がある。2m先もわからない潅木や背の高い草の生えている場所もあり、見える距離は様々だが、捜索時間は10分程度が必要である。

#### 回収行動の競技に対する総合的な影響
以上の追跡、捜索、回収を合計すると、40分以上になり、追跡・捜索・回収に移動する距離は、機体が流された直線距離を往復する2倍くらいである。機体整備と発航準備に向けられる時間は、僅かしか残らない。7ラウンドすべてならばハードな運動になるが、朝凪と夕凪のために早朝と夕方のラウンドは比較的楽で、出発点付近に機体が下りてくることもある。特別に天候が悪いときを除けば、上記は7回のうち何回かだけですむ。
しかしながら模型航空競技は全天候戦であるので、体育的な訓練も必要であり、オリエンテーリングのテクニックのいくつか、たとえば見通し線を見失わない迂回の方法、コンパスの使い方、歩測、目標のつかみ方等も役に立つ。強風、悪天候のもとのフリーフライト競技は、限りなく鉄人競技に近い。

#### 機体の回収に対する各種ハードウエアの利用（移動手段）
模型航空競技は単純な体育スポーツではなく、頭脳や工作技術などを総合した能力を競うものであるから、機体の追跡・回収に様々な機器を利用するハードウエア的な対処も行われている。現在の模型航空の公式競技規定においては、この種の飛行をサポートする機器については定めていないため、役に立つ道具は何でも使える。但し、飛行場所によっては安全対策として、例えばオートバイなどの原動機つきの移動手段を禁止している場合もある。
追跡の移動手段として、自転車、スクーター、オートバイなどが利用される場合がある。但し、これらは飛行場まで模型機と飛行のための機材を運搬する手段としては不適当であるので、折り畳み式など車載可能型が好まれ、飛行場までの交通手段としては自動車による場合が多い。また、復路は風上に走るので、回収した機体が強い気流にさらされることになり、走行速度が制限される。これを避けるために機体を収容する箱などを装備する場合もあるが、大型になるので追跡時の行動が制限を受ける。

#### 機体の回収に対する各種ハードウエアの利用（回収手段）
立ち木のある環境では、機体が木に引っかかることが多い。葉の付いている樹木は、周りより低温なため下降気流の発生源となり、機体を吸い込む。これを「着木（ちゃくぼく）」と呼ぶ。
着木点の高さが10m以下で、あまり高くないときは、長い釣竿の先にフォーク状の鋼鉄線をつけたもので機体を引っ掛けて、回収することが出来る。
それ以上高い着木の場合は、機に登って同様の操作を行う。木登り補助具として、林業や電工（電柱の登攀）に使われる特殊スパイクなども使われたという。また、弓で紐の付いた矢を放ち、枝に引っ掛けて揺さぶることも試みられている。
長距離・大規模の追跡には、様々な回収用具を搭載した自動車が使われ、理想的には梯子を積んだ消防車に近いものになる。広大な原野で行われた世界選手権大会においては、渡河のための臨時架橋装置やゴムボートが必要になった例もあるという。